# Elijah Winnington
Elijah Winnington (n. 5 mai 2000, Gold Coast, Queensland, Australia) este un înotător australian, medaliat olimpic. A participat la o ediție a Jocurilor Olimpice (2020) în care a câștigat o medalie de bronz.